# Vĩnh Bình Công chúa
Bài này viết về một công chúa nhà Minh, đối với công chúa khác có cùng tước hiệu, xem Đường Hy Tông#Gia quyến
Vĩnh Bình Công chúa (chữ Hán: 永平公主; 1379 – 22 tháng 4 năm 1444), không rõ tên thật, là hoàng nữ của Minh Thành Tổ Chu Đệ, hoàng đế thứ hai của nhà Minh.

## Cuộc đời
Vĩnh Bình Công chúa sinh năm Hồng Vũ thứ 12 (1379), là hoàng nữ thứ hai của Minh Thành Tổ, mẹ là Nhân Hiếu Văn Hoàng hậu. Bà là người con thứ ba của hoàng hậu, là em cùng mẹ với Minh Nhân Tông Cao Sí.
Năm thứ 28 (1395), bà được phong làm Vĩnh Bình Quận chúa (永平郡主), được ban hôn cho Lý Nhượng, người Thư Thành, con trai của Tả vệ Chỉ huy Đồng tri Lý Thân. Thời Minh Huệ Đế, vua muốn chiêu dụ Nhượng nên bắt cha ông, bảo rằng sẽ thả Thân nếu Nhượng quy hàng, Nhượng không phục nên Huệ Đế cho giết Lý Thân và cả gia đình ông.
Vĩnh Lạc năm thứ nhất (1403), quận chúa Vĩnh Bình được sách phong Công chúa, Lý Nhượng được phong Phò mã đô úy, tước Phú Dương hầu (富阳侯). Nhượng mất được tặng Cảnh Quốc công (景國公), thụy Công Mẫn (恭敏). Phò mã và công chúa có duy nhất một người con trai là Lý Mậu Phương, tập tước Hầu.
Khi Nhân Tông mới lên ngôi, công chúa Vĩnh Bình và con trai bị nghi ngờ là có âm mưu nổi loạn nên bị phế làm dân thường. Cùng năm đó, Mậu Phương mất. Thời Tuyên Đức thì bà được phục tước Trưởng công chúa. Năm Chính Thống thứ 9 (1444), thái trưởng công chúa Vĩnh Bình qua đời, hưởng thọ 66 tuổi.
Vào năm Thiên Thuận thứ nhất (1457), Minh Anh Tông cho con trai của Mậu Phương là Lý Dư tập tước Bá, tới thời Thành Hóa thì con trai Lý Dư là Lý Khâm được phong Trưởng lăng vệ Chỉ huy Thiêm sự.